# Artefact (groupe de rock)
Pour les articles homonymes, voir Artefact.
Artefact est un groupe de rock 'n' roll et punk rock français, originaire de Paris. Formé en pleine vague du punk rock, le groupe ne compte qu'un album, Agit' Pop, publié en 1981 chez Dorian, sous-label de Celluloïd. Ils se séparent la même année à cause de dissensions internes.

## Biographie
Le groupe est formé en 1977, en pleine vague du punk rock, autour de Maurice G. Dantec et Éric « Riton V » Vennettilli. Ces derniers sont rejoints par Marc L'Azou, remplacé par Jean-Paul Ruard, puis Jean Ternisien. D'abord nommé État d'urgence et formé comme groupe politisé, le quatuor change vite son nom en Artefact. Il est considéré par la presse comme le précurseur de la techno.
Plusieurs sessions studio rassemblent de nombreux morceaux évoluant du punk basique à une musique plus expérimentale que certains ont rapproché de The Pop Group, mêlant funk, pop, punk et new wave. En parallèle, un court métrage expérimental (Crash), réalisé par Riton V, tourné en Super 8, librement inspiré par J. G. Ballard voit le jour en 1977. En 1979, ils enregistrent et publient leur premier EP, Be Bop Logic, avant de signer avec Dorian, sous-label de Celluloïd. Mais ce n'est que deux ans plus tard, en 1981, qu'ils sortent leur premier et unique album, Agit' Pop. Un entretien du magazine Actuel avec Jean Ternisien assimile le groupe aux « jeunes gens modernes » avec Daniel Darc de Taxi Girl et Philippe Pascal de Marquis de Sade[réf. souhaitée].
Concernant les paroles des morceaux du groupe, Riton V explique lors d'un entretien en 2016 : « Toute la littérature de Maurice est contenue dans les paroles d’Artefact. Tous les thèmes : les snuff-movies, la paranoia médiatique, le trans-humanisme, l’apocalypse millénariste, et l’état de zombies décérébrés dans lequel nous errons au faîte de la civilisation spectaculaire/marchande. Une cuisine faite de Spinrad, d’Ellroy, de MacLuhan et de Burroughs ».
Le groupe se sépare peu après la sortie de l'album, victime de tensions internes. Après la séparation du groupe, Dantec part vivre au Canada. Il décède à Montréal, au Québec, le 27 juin 2016 d'une crise cardiaque.

## Membres
- Maurice G. Dantec — claviers (†)
- Marc l’Azou — basse, saxophone
- Jean-Paul Ruard — chant (†)
- Jean Ternizien — guit
- Éric « Riton V » Vennettelli — batterie

## Discographie
- 1979 : Be Bop Logic (EP)
- 1981 : Agit' Pop  (Dorian / Celluloïd)